# Cruising (práctica sexual)

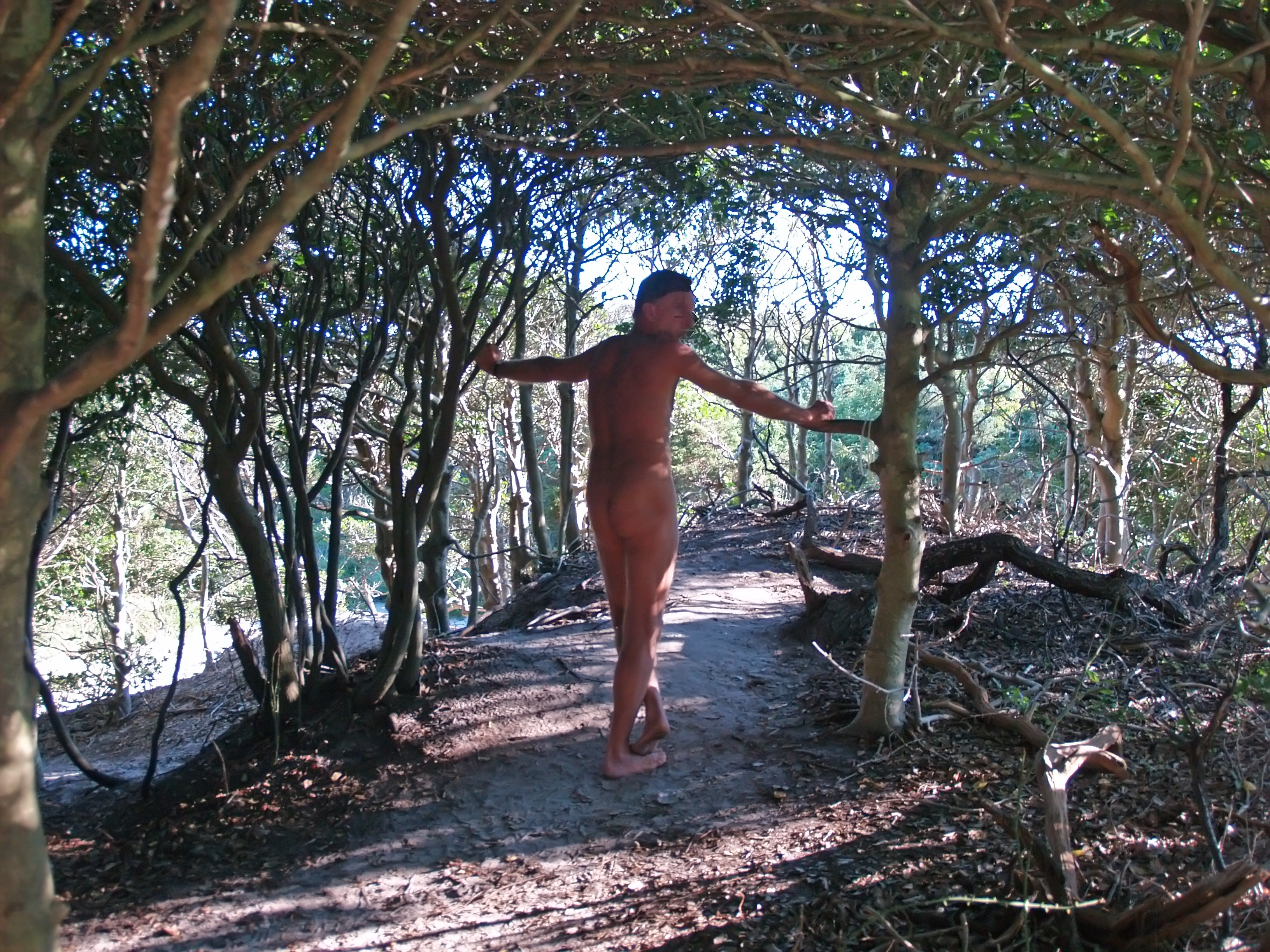
Hombre haciendo cruising en Nueva York.

El cruising o cancaneo, en el contexto LGBT, es la práctica de buscar una pareja sexual caminando o conduciendo por un lugar público, por lo general de manera anónima, ocasional y para una sola vez. El término a veces también se utiliza para referirse a encontrar sexo casual a través de un sitio de Internet o un servicio telefónico.

## Origen etimológico e historia
El  cruising es un fenómeno muy antiguo. Existen registros históricos de que esta práctica ya se realizaba en la antigua Roma. Los baños públicos son mencionados como lugares para encontrar compañeros sexuales. Juvenal señala que allí los hombres se rascaban la cabeza con un dedo para identificarse ante los demás. También se cita que había hombres que buscaban marineros en las proximidades del distrito cercano al Tíber.
La historia del cancaneo está poco documentada. Entre los primeros testimonios escritos de lugares de encuentro al aire libre para homosexuales se encuentran los relatados en el texto del escritor italiano Paolo Valera Milano Sconosciuta de 1879. Alberto Costa en 1889 describe en el texto Reptiles humanos un lugar de cancaneo en Florencia (Italia) en estos términos:

«Eran las nueve y media cuando llegué. La primera parada fue frente a la fortaleza en el lado de la aduana; pero al no ver nada, me dirigí al puente del ferrocarril. En uno de los bancos que dan al muro de la Vía Ferrata, se sentaron individuos, todos jóvenes y, a juzgar por su vestimenta, de estado civil. Hablaban en voz baja, pero por las palabras que me llegaban de vez en cuando me convencí de inmediato de que mi viaje no había sido en vano. Era cuestión de esperar.

Primero había tratado de esconderme detrás de las plantas que bordean el muro del ferrocarril, pero luego, cruzando la avenida, me había acercado a los que estaban frente al banco y allí, agachado, podía ver todo. Era un ir y venir continuo desde el banco en el que se sentaban estos individuos, más allá de las arboledas que estaban al pie de la muralla de la fortaleza. Eran casi las once cuando esos jóvenes se fueron; Fui, como de costumbre, a visitar a unos amigos al café de los artistas, Vía Guelfa. Alrededor de la medianoche, el paciente pederasta, a quien reconocí como uno de los clientes, llegó tan rojo como un camarón y todo encorvado».

Según el historiador y escritor Tim Blanning, el término tiene su origen en el equivalente holandés kruisen.
El término cruising se acuñó en los años 1970 en EE. UU. y hacía referencia a un bar gay, el Booze ‘n’ Cruise, situado en la Ruta 66 en Albuquerque (Nuevo México). La palabra empezó a utilizarse como un código críptico en el argot gay inglés para poder hablar con otro homosexual de forma discreta (ya que la palabra originalmente significa atravesar caminando, patrullar, surcar) sin identificarse como gay ante los heterosexuales.
Actualmente, el uso de la palabra «cruising» se ha extendido más allá del mundo anglosajón. En un contexto específicamente sexual, el término «cruising» originalmente surgió como una «palabra clave» en el argot gay, por el cual aquellos que lo «saben» entenderían la intención sexual del hablante, mientras que la mayoría de los heterosexuales, al oír la misma palabra en el mismo contexto, lo entenderían en el sentido no sexual más común (y, presumiblemente, menos amenazante) de la palabra. Esto sirvió (y en algunos contextos, todavía sirve) como un mecanismo de protección sociolingüística para los hombres homosexuales que se reconocen entre sí, y para no ser reconocido por aquellos que deseen hacerles daño en las sociedades que destacan por su homofobia.
En la segunda mitad del siglo XX, la despenalización de la conducta homosexual se convirtió en la norma en los países de habla inglesa. La barrera protectora una vez proporcionada por el término «cruising», como una «palabra clave», por tanto, en gran medida ha desaparecido. Así, el significado específicamente sexual del término ha pasado a ser de uso común para incluir el comportamiento sexual de las personas heterosexuales también.
Funcionarios de salud pública han señalado que las ubicaciones de cruising son frecuentadas por los hombres que tienen relaciones sexuales con hombres, pero no se identifican con ser homosexuales o bisexuales; pueden estar casados o mantener relaciones con mujeres.

## Cruising en espacios públicos

### Áreas de carretera
Las áreas de servicio y los bordes de las carreteras son lugares notorios de citas homosexuales, a veces representados en ficciones de una manera humorística o escabrosa. En 1974, a raíz de Laud Humphreys, el antropólogo Richard R. Troiden publicó un estudio realizado en un área de descanso llamado Homosexual Encounters in a Highway Rest Stop. A diferencia de Humphreys, Troiden señala que las prácticas sexuales suelen ir acompañadas de gestos de afecto e intercambios verbales, lo que lo llevará a rechazar el término «sexo impersonal en lugares impersonales».

### Piscinas, saunas y baños públicos

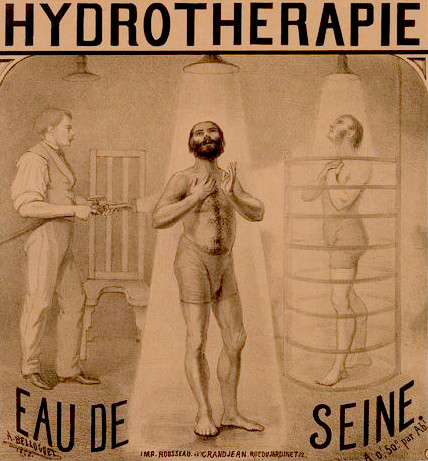
Bains Soufflot, establecimiento de hidroterapia en Francia (1860).

Las piscinas, las saunas y los baños públicos forman lugares privilegiados «semipúblicos» para encuentros homosexuales masculinos y para socializar.
Un primer estudio científico realizado sobre el tema lo llevó a cabo al estadounidense Joseph Styles, él mismo homosexual, que decidió dedicarse sexualmente a su campo de investigación.
En la década de 1920 en París, las piscinas, los baños de vapor y los baños turcos eran famosos lugares de reunión gay. El historiador del anarquismo Daniel Guérin diceː

«Solía ir a la piscina muy a menudo con amigos; cuando me gustaba un chico, lo llevaba a mi cabaña para tener sexo».

### Parques
En las grandes ciudades, los parques públicos suelen ser los principales lugares de reuniones y prácticas homosexuales masculinas debido a la relativa intimidad y el escondite que supone el arbolado.
- En Nueva York, el área alrededor de Ramble and Lake en Central Park es un lugar histórico de cruising gay.
- En Madrid, el Parque de El Retiro[12] y la Casa de Campo[13] son las principales áreas verdes donde se practica cruising.
- En Ámsterdam, el Parque de Oerverlanden es famoso por estas prácticas, hasta el punto que el Ayuntamiento señalizó las áreas cruising para evitar interferencias con el resto del público.[14]
- En ciudades como Londres es habitual encontrar cajas con condones y lubricantes fijadas a troncos de árboles y mantenidas por ONG que defienden la libre expresión sexual.
- En Brasil, en lugares como el Parque Ibirapuera en São Paulo, Taquaral en Campinas o Parque Moinhos de Vento y Parque Farroupilha en Porto Alegre, la práctica de tener sexo nocturno entre hombres es común.

### Playas

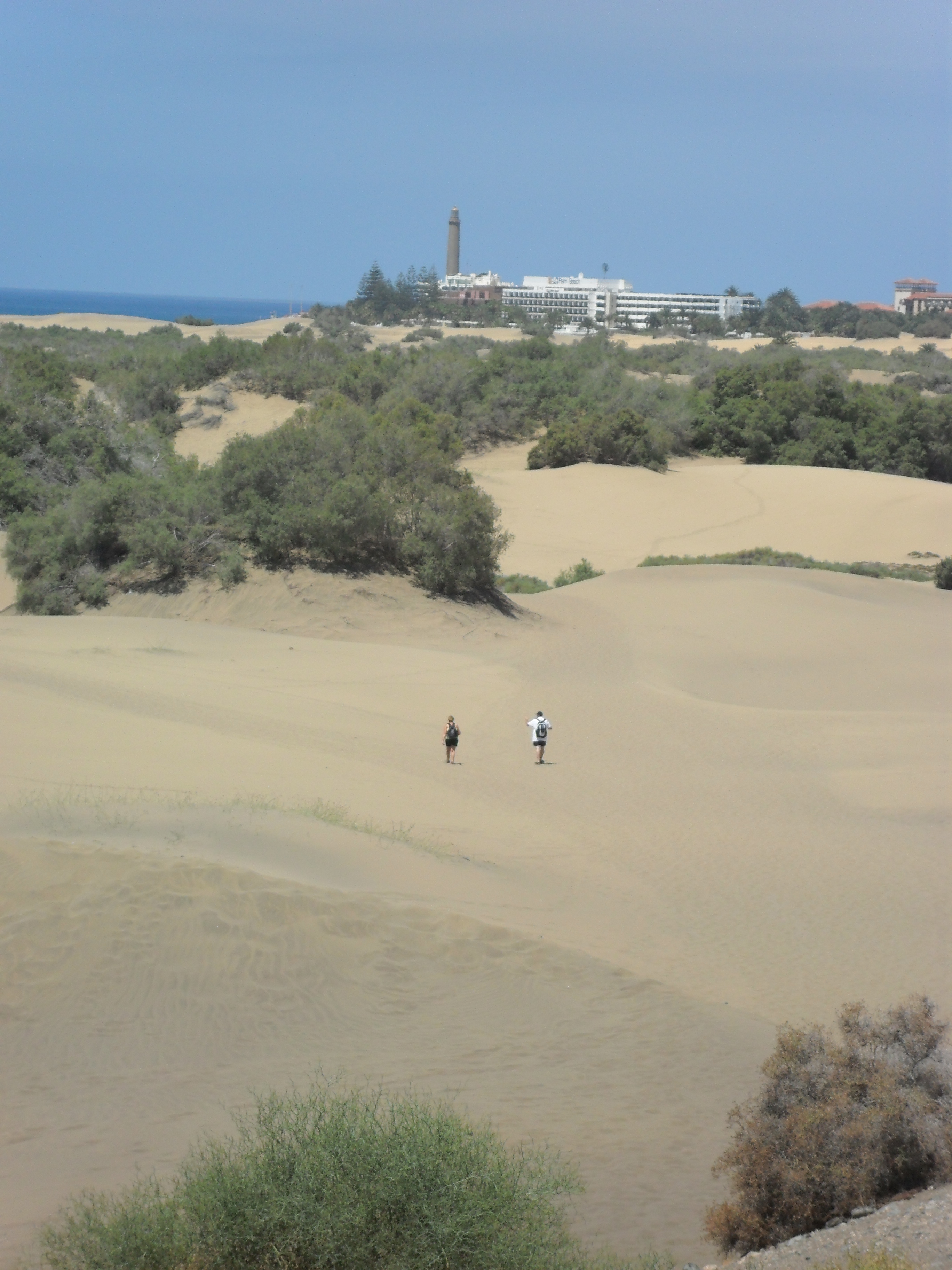
Dunas de Maspalomas, lugar famoso por los encuentros homosexuales.

Las playas aisladas, a menudo naturistas, pueden ser lugares para citas homosexuales masculinas. 
El escritor francés Emmanuel Jaurand sugiere que las playas gay funcionan como lo contrario a las playas familiares y de las tradicionales actividades de ocio junto al mar: el mar y el baño quedan así abandonados en favor de las dunas, donde se desarrollan las relaciones sexuales.
En España, existen multitud de playas naturistas con zonas salvajes donde esta práctica es muy habitual. Las dunas de Maspalomas (Gran Canaria), por ejemplo, es un lugar de encuentro para hombres homosexuales de fama mundial.

## Variantes regionales de uso
En Estados Unidos, el término «cruising» se utiliza sobre todo para denotar un comportamiento exclusivamente homosexual, pero en Australia —donde los lugares donde se realiza cruising se denominan «beats»— y el Reino Unido es utilizado tanto por los homosexuales y los heterosexuales para describir su propia conducta, como se vio en la frase común heterosexual cruising for chicks («salir a buscar ligue con chicas»). En España su uso está muy extendido en las principales ciudades españolas para definir los encuentros entre hombres que se producen en lugares conocidos destinados a ello.

## En la cultura popular
- El término se menciona en canciones como «Cruisin' the Streets», de Boys Town Gang, y «I'm a Cruiser», de Village People.
- Cruising es el título de la película de 1980 dirigida por William Friedkin y protagonizada por Al Pacino, que en España fue titulada A la caza y en Hispanoamérica Cacería.
- La escena inicial del primer episodio de la serie de HBO Looking muestra al personaje principal, Patrick (Jonathan Groff), haciendo cruising en un parque, mayormente ante la curiosidad de si la actividad continuaba practicando o no.[19]
- El  cruising fue explorado en el Cruising Pavilion, una instalación de arte de 2018 asociada con la Bienal de Arquitectura de Venecia.[20]